# آبشار چامبرلین
آبشار چامبرلین (به انگلیسی: Lake Chamberlain Falls) آبشاری است که در کشور نیوزلند واقع شده‌است و بلندترین ریزشگاه آن ۷۰۰ متر ارتفاع دارد. این آبشار، بیست و هشتمین آبشار بلند جهان است.